# Karl Pregizer

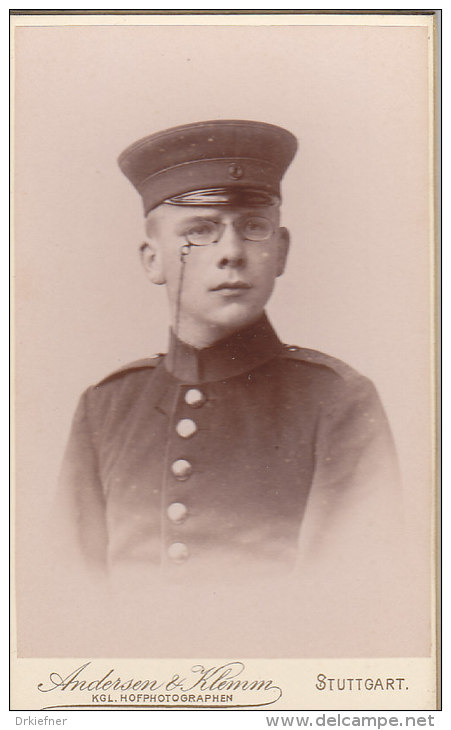
Karl Pregizer in Soldatenuniform (1895)

Karl Ulrich Pregizer, auch Karl Pregitzer oder Carl Pregizer, (* 4. August 1872 in Tübingen; † 19. November 1956 ebenda) war ein deutscher Architekt und kommunaler Baubeamter der Stadt Duisburg. Pregizer entwarf unter anderem den Sportpark Duisburg-Wedau. Zwischen 1919 und 1924 leitete Pregizer als Stellvertreter des Oberbürgermeisters kommissarisch das Heimatmuseum Duisburg, das heutige Kultur- und Stadthistorische Museum.

## Leben
Karl Pregizer wurde am 4. August 1872 in Tübingen geboren, das zum Königreich Württemberg im Deutschen Kaiserreich gehörte. Die Familie Pregizer hatte im 17. und 18. Jahrhundert mehrere berühmte lutherische Persönlichkeiten hervorgebracht, darunter den Gründer der radikalpietistischen Pregizer-Gemeinschaft, Christian Gottlob Pregizer. Karl Pregizer wuchs mit mindestens einer älteren Schwester auf und absolvierte seinen Militärdienst bei der württembergischen Armee in den 1890er Jahren. Anschließend studierte er Architektur in Stuttgart, Berlin und Kiel und gehörte früh dem Deutschen Werkbund an.
Nach seinem Studium trat Pregizer als Athlet bei den Olympischen Spielen 1928 in Amsterdam an. Als Teil des Wettbewerbs fanden Kunst-Wettkämpfe statt, bei denen auch Architekten mit ihren Entwürfen gegeneinander antraten. Pregizer trug zusammen mit seinen Kollegen Georg Holke und Hermann Dieter den Entwurf „Stadion und Wassersport-Anlagen Duisburg“ bei, der allerdings keine Medaille gewann. Seine Tätigkeit in Duisburg hatte Pregizer spätestens 1911 aufgenommen. Die Sportanlagen in Duisburg-Wedau gehören zu seinen ersten nachweisbaren Arbeiten.
Er entwarf in Duisburg vor allem Arbeitersiedlungen für die rasch wachsende Stadt und wurde Mitglied der städtischen Baubehörde. So gehen die Dickelsbachsiedlung und die Ratingsee-Siedlung auf ihn zurück. Schnell wurde er in Duisburg zum städtischen Baurat ernannt. In seiner Rolle als städtischer Angestellter übernahm Pregizer 1919 auch die kommissarische Leitung des Heimatmuseums der Stadt, das nach dem Ende der Tätigkeit des Gründers Heinrich Averdunk für einige Zeit keinen hauptamtlichen Leiter hatte. 1930 ging Pregizer in den Ruhestand. Karl Pregizer starb am 19. November 1956 84-jährig in Tübingen.

## Werk (Auswahl)
Bauten

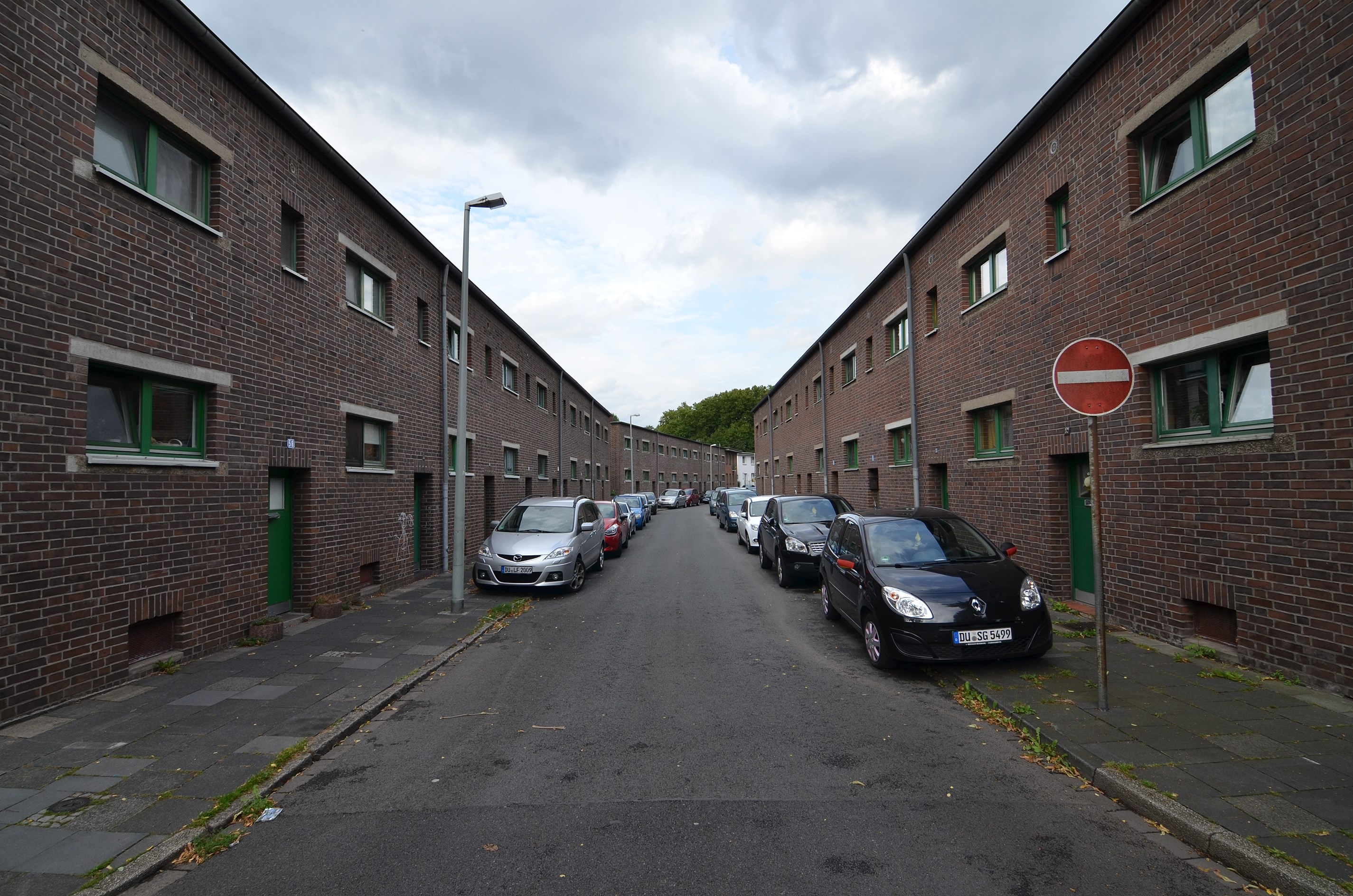
Ratingsee-Siedlung in Duisburg-Meiderich

- 1914–1919: Ehrenfriedhof am Kaiserberg (unter Denkmalschutz)
- ab 1919: Sportpark Duisburg-Wedau
- 1924–1926: Stadthaus in Duisburg (unter Denkmalschutz)
- 1925–1927: Dickelsbachsiedlung in Duisburg (unter Denkmalschutz)
- 1927–1928: Ratingsee-Siedlung in Duisburg (unter Denkmalschutz)

Skizzenbuch
- Für Rhein und Ruhr. Skizzen von Carl Pregizer. Vereinigte Verlags- und Druckereigesellschaft, Duisburg 1924.